# Limmat

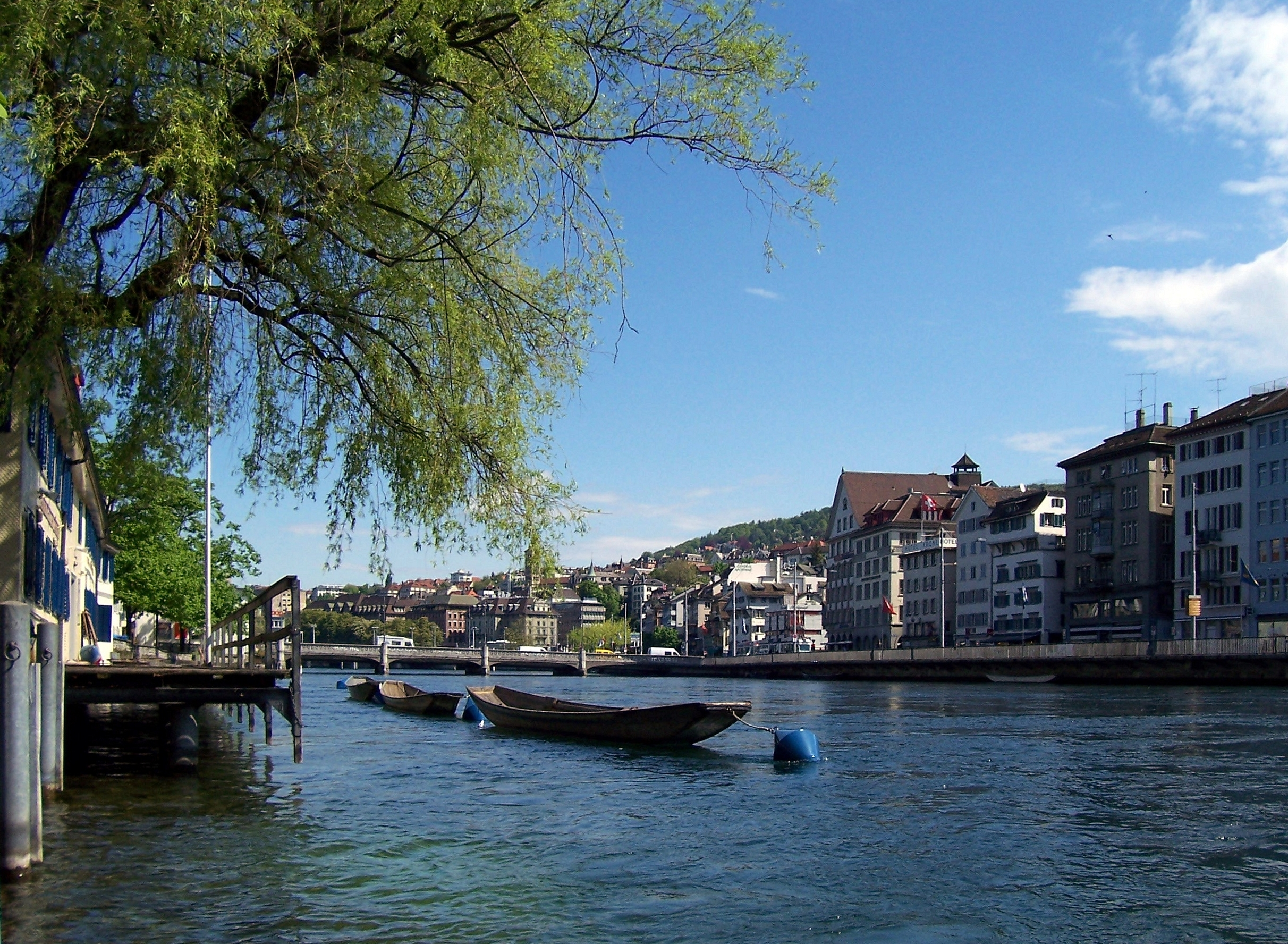
A Limmat Zürichben

A Limmat folyó Svájcban. A folyó a Zürichi-tó északi részén ered, és északnyugati irányban folyik. 35 km hosszú, és Brügg mellett folyik az Aare folyóba.
Nevét a Linth és a Maag folyók nevéből származtatják. Ez a két folyó a Zürichi-tavat táplálja.
A Limmat fontos mellékfolyói a Sihl (Zürichnél torkollik be), és a Reppisch (Dietikonnál).
Sok svájci folyóhoz hasonlóan a Limmat esését is jelentősen használják energiatermelésre. A folyó 35 km-es hosszán 10 darab vízierőmű található.

## Települések a folyó mentén
- Zürich kantonban: 
  1. Zürich
  2. Oberengstringen
  3. Unterengstringen
  4. Schlieren
  5. Dietikon
  6. Geroldswil
  7. Oetwil an der Limmat
- Aargau kantonban
  1. Spreitenbach
  2. Würenlos
  3. Neuenhof
  4. Wettingen
  5. Baden
  6. Ennetbaden
  7. Nussbaumen
  8. Untersiggenthal
  9. Turgi